# Vênedos
Vênedos (em latim: Venedi) ou vênedas (em latim: Venedae; em grego clássico: Ουενέδαι; romaniz.: Ouenédai) foram um povo que habitou a porção europeia da Sarmácia, ao norte dos montes Venédicos (provável cadeia baixa de montanhas que separam a Prússia Oriental da Polônia) e ao longo do mar Venédico, sobre o rio Crono e até a margem leste do rio Vístula. Eram os vizinhos setentrionais dos galindas e gitões. Tácito teve dificuldade em classificá-los como germanos ou sármatas, embora parecessem mais com os primeiros do que com os segundos em alguns de seus costumes, como a construção de casas, o uso de escudos e o hábito de andar a pé, em oposição aos sármatas que viajavam a cavalo ou em carroças. Tinham um estilo de vida precário vasculhando os bosques e montanhas que ficavam entre os peucinos e fínicos. Possivelmente eram os antepassados dos vendos da Idade Média.